# Тамуз
Думу́зі (Dumuzi) або Тамму́з Пасту́х (Thammuz the Shepherd) — бог зерна у стародавньому Вавилоні, син богині Іштар, матері Всесвіту. Наприкінці збирання врожаю стебла останніх снопів спліталися у солом'яні віяла чи клітки, де бог міг сховатися до нового сезону. Подібні зернові ідоли, чи «ляльки», були чи є поширеними у багатьох районах, де вирощують пшеницю, в Середньовічній Європі ляльки часто спліталися у вигляді янголів. 

## Походження
Думузі (шум. буквально «істинний син»), Ду'узу (аккад. ), Таммуз (івр. , арів., в грец.  передачі — Даозос, Даоннос), божество шумеро—аккадської міфології. Вперше ім'я з'являється у складі особистих імен періоду Фари (XXVI ст до н. е.). У списку богів з Фари його ім'я зустрічається з епітетом (або другим ім'ям) Амаушумгаль [повна форма — Амаушумгальанна, «мати (його) — дракон небес»], міфологічне значення якого невідомо. 
У царському списку III династії Ур згадується два Думузи: Думуз з Бадтібіри як «пастир часів до потопу», і Думуз з Урука, «рибалка, містом якого (спочатку) була Куара». Про два Думузи йдеться і в одному господарському тексті часів III династії Ура, проте літературні тексти їх не розрізняють. 
Міфи про Думуза виявляють тісний зв'язок з урукським міфоепічним циклом. Головні міфи — про кохання Думуза до богині Інанне, сватанні, шлюбі та передчасної смерті бога в підземному світі. Ці міфи бул пов'язані з ритуалом священного шлюбу, входили до коронаційних обрядів  царів Шумера і Аккада (III династії Ура і I династії Ісін, XXI—XIX ст. до н.е.).

## Аспекти божества
Згідно з міфів можна виокремити три головних аспекти цього божества:
- чоловік-коханий богині любові та родючості Інанна;
- божество, віддане богинею в підземний світ як викуп за неї;
- уособлення весняної родючості степу і надалі, мабуть, божество родючості в широкому сенсі слова.

В одному з численних міфів-пісень про любов і сватання Думуза до Інанни (багато з них дійшли у фрагментах) дається генеалогія Думуза: його мати — богиня Астарта (Сіртур), сестра — Гештинанна, а батько, ймовірно, бог Енкі. 
Важливу роль у сватанні Думуза до Інанни грає сонячний бог Уту, брат Інанни. У міфі про сватання Думузи — пастуха і Енкімду — землероба до Інанне (що належить до досить поширеного в Межиріччі жанру діалогів — суперечок і являє собою спір про переваги землеробства і скотарства) Інанна, що віддає спочатку перевагу хліборобові, потім змінює за порадою Уту свій вибір.
У культових піснях циклу «Інанна — Думуз» — у тексті про сходження Інанни в підземний світ і її пошуки викупу за себе і особливо в тексті про пророчий сні Думуза він, передчуваючи свою загибель, за порадою своєї сестри Гештинанна намагається врятуватися від злісних демонів підземного царства (гала), біжить, за допомогою бога Уту тричі змінює свій вигляд, перетворюючись на газель (або в ящірку), але врешті-решт демони наздоганяють його і роздирають на частини. За вироком Інанни Думуза повинен проводити в підземному світі півроку, а інші півроку там знаходитиметься за нього Гештинанна (міф, очевидно, пов'язаний з сезонністю сільськогосподарських робіт і з цілою низкою міфів про вмираючих і богів).
Про зв'язок Думуза з підземним світом говорить ряд текстів: плач про смерть Ур-Намму, текст про смерть Гільгамеша та ін (обидва померлих героя зустрічають Думуза в підземному світі). У плачах про смерть Думуза він виступає в першу чергу як божество квітучого степу (і одночасно як пастух з сопілкою), його загибель — зникнення зв'язується з літньою посухою в степу.
У міфі про Адапе Думуз згадується разом з богом Гішзідою (Нінгішзідою), про загибель якого, як і про Думуза, нібито плаче Адапа, але при цьому обидва бога виявляються правоохоронцями небесних брам бога Ана (можливо, тут сталося пізніше переосмислення міфу: за первісного варіанта, Адапа міг потрапляти не на небо до Ану, а в підземний світ, і тоді зустріч з обома богами була б виправданою).
У аккадских варіантах міфу (текст про сходження Іштар у підземний світ і згадки про Думуза і Іштар у VI таблиці епосу про Гільгамеша) взаємовідносини Думуза і Іштар (Інанна) менш зрозумілі, ніж в шумерських джерелах, і зовсім не мотивовані. У гімні Інанне старовавилонского періоду Думуз-Амаушумгальанна, тобто чоловік і коханий богині Інанна, носить риси героя — вождя, переможця ворожих країн.